# Sheykh Selū
Sheykh Selū (persiska: شیخ سلو, شِيخسيلو, Sheykhsīlū) är en ort i Iran.   Den ligger i provinsen Västazarbaijan, i den nordvästra delen av landet, 700 km nordväst om huvudstaden Teheran. Sheykh Selū ligger 1 457 meter över havet och antalet invånare är 431.
Terrängen runt Sheykh Selū är huvudsakligen kuperad, men åt sydost är den platt.Runt Sheykh Selū är det ganska tätbefolkat, med 75 invånare per kvadratkilometer. Närmaste större samhälle är Bāsh Kahrīz, 4,3 km nordost om Sheykh Selū. Trakten runt Sheykh Selū består i huvudsak av gräsmarker.